# Клондалкин
Клондалкин (на английски: Clondalkin; на ирландски: Cluain Dolcáin, в превод „пасището на Далкин“) е малък град в графство Дъблин, на 10 км западно от центъра на Дъблин, Ирландия. Той е под административната юрисдикция на Южен Дъблин. Той разполага с кръгла кула от 8-ми век, която действа като фокусна точка за района.
Клондалкин също е името на гражданска енория и градска земя в древното баронство Ъпъркрос и се използва и във връзка с някои местни религиозни енории.
Населението му е 47 938 според преброяването през 2022 г.

## География
Клондалкин се намира на високия бряг на река Камак, която е приток на Лифи, между реката и планините.

## История
Благоприятното географско положение е привлякло тук неолитни жители, което се потвърждава от археологически разкопки, датиращи от шестото хилядолетие пр.н.е. Около 6 век пр.н.е. е живяло келтското племе куалани, за което свидетелстват множество надгробни могили и крепости.
Клондалкин е една от първите общности на християнството, които се появяват през 5 век. За негов основател се смята Свети Кронан, който построил манастир, разположен на мястото на съвременната църква „Свети Йоан“. През 8-ми век в него е построена кръглата кула. Основаването на Клондалкин се свързва с името на светеца в църковни записи от 1080 г. и името му се почита на празника му на 6 август. Норвежките викинги многократно превземат и плячкосват селото и манастира през 832, 1071 и 1076 г.
Село Клондалкин попада под контрола на архиепископа на Дъблин през 13 век. По време на Ирландското въстание от 1641 г. Клондалкин е разрушен. От 1663 г. в предградията се появяват мелници, а през 18 век мелниците се използват за производство на барут.

## Икономика
Клондалкин процъфтява през 80-те години на ХХ век. Тогава броят на жителите нараства почти два пъти и половина. В града се намира завод на „Мазда“.

## Личности
Родени в Клондалкин
- Греъм Нортън (1968 - ), телевизионер и писател